# Ізабель Самбу
Ізабель Самбу (фр. Isabelle Sambou; нар. 20 жовтня 1980, Мломп, область Зігіншор) — сенегальська борчиня вільного стилю, дев'ятиразова чемпіонка, чотириразова срібна та бронзова призерка чемпіонатів Африки, срібна та бронзова призерка Всеафриканських ігор, учасниця двох Олімпійських ігор. Чемпіонка світу з пляжної боротьби.

## Біографія
Боротьбою почала займатися з 1999 року. Тренується у тренувальному центрі FILA міста Тієс, Сенегал.

## Спортивні результати на міжнародних змаганнях

### Виступи на Олімпіадах
| Змагання                    | Збірна  | Вагова категорія | Місце |
| --------------------------- | ------- | ---------------- | ----- |
| Літні Олімпійські ігри 2012 | Сенегал | 48 кг            | 5     |
| Літні Олімпійські ігри 2016 | Сенегал | 53 кг            | 8     |

### Виступи на Чемпіонатах світу
| Змагання                                | Збірна  | Вагова категорія | Місце  |
| --------------------------------------- | ------- | ---------------- | ------ |
| Чемпіонат світу з боротьби 2002         | Сенегал | 55 кг            | 10     |
| Чемпіонат світу з боротьби 2003         | Сенегал | 55 кг            | 14     |
| Чемпіонат світу з боротьби 2007         | Сенегал | 48 кг            | 21     |
| Чемпіонат світу з боротьби 2008         | Сенегал | 51 кг            | 13     |
| Чемпіонат світу з пляжної боротьби 2009 | Сенегал | до 70 кг (жінки) | Золото |
| Чемпіонат світу з боротьби 2009         | Сенегал | 51 кг            | 11     |
| Чемпіонат світу з боротьби 2010         | Сенегал | 51 кг            | 8      |
| Чемпіонат світу з боротьби 2011         | Сенегал | 48 кг            | 10     |
| Чемпіонат світу з боротьби 2013         | Сенегал | 51 кг            | 8      |
| Чемпіонат світу з боротьби 2014         | Сенегал | 53 кг            | 19     |
| Чемпіонат світу з боротьби 2015         | Сенегал | 53 кг            | 31     |

### Виступи на Чемпіонатах Африки
| Змагання                         | Збірна  | Вагова категорія | Місце  |
| -------------------------------- | ------- | ---------------- | ------ |
| Чемпіонат Африки з боротьби 2000 | Сенегал | 62 кг            | 5      |
| Чемпіонат Африки з боротьби 2001 | Сенегал | 56 кг            | Срібло |
| Чемпіонат Африки з боротьби 2002 | Сенегал | 55 кг            | Бронза |
| Чемпіонат Африки з боротьби 2004 | Сенегал | 51 кг            | Золото |
| Чемпіонат Африки з боротьби 2005 | Сенегал | 51 кг            | Золото |
| Чемпіонат Африки з боротьби 2006 | Сенегал | 51 кг            | Срібло |
| Чемпіонат Африки з боротьби 2007 | Сенегал | 51 кг            | Золото |
| Чемпіонат Африки з боротьби 2009 | Сенегал | 51 кг            | Золото |
| Чемпіонат Африки з боротьби 2010 | Сенегал | 51 кг            | Золото |
| Чемпіонат Африки з боротьби 2011 | Сенегал | 51 кг            | Золото |
| Чемпіонат Африки з боротьби 2012 | Сенегал | 48 кг            | Срібло |
| Чемпіонат Африки з боротьби 2013 | Сенегал | 51 кг            | Золото |
| Чемпіонат Африки з боротьби 2014 | Сенегал | 53 кг            | Золото |
| Чемпіонат Африки з боротьби 2015 | Сенегал | 53 кг            | Срібло |
| Чемпіонат Африки з боротьби 2016 | Сенегал | 53 кг            | Золото |

### Виступи на Африканських іграх
| Змагання                 | Збірна  | Вагова категорія | Місце  |
| ------------------------ | ------- | ---------------- | ------ |
| Всеафриканські ігри 2003 | Сенегал | 55 кг            | 4      |
| Всеафриканські ігри 2007 | Сенегал | 51 кг            | Бронза |
| Африканські ігри 2015    | Сенегал | 53 кг            | Срібло |

### Виступи на інших змаганнях
| Змагання                                                                | Збірна  | Вагова категорія | Місце  |
| ----------------------------------------------------------------------- | ------- | ---------------- | ------ |
| Олімпійський кваліфікаційний турнір з вільної боротьби 2008 (Едмонтон)  | Сенегал | 48 кг            | 5      |
| Олімпійський кваліфікаційний турнір з вільної боротьби 2008 (Хапаранда) | Сенегал | 48 кг            | 18     |
| Турнір Дана Колова — Николи Петрова 2009                                | Сенегал | 55 кг            | 7      |
| Турнір Дана Колова — Николи Петрова 2010                                | Сенегал | 48 кг            | Золото |
| Турнір Дана Колова — Николи Петрова 2011                                | Сенегал | 51 кг            | Золото |
| Турнір Олександра Медведя 2011                                          | Сенегал | 51 кг            | 5      |
| Олімпійський кваліфікаційний турнір з вільної боротьби 2012 (Марракеш)  | Сенегал | 48 кг            | Золото |
| Гран-прі Іспанії з боротьби 2012                                        | Сенегал | 48 кг            | 11     |
| Гран-прі «Іван Яригін» 2013                                             | Сенегал | 51 кг            | 5      |
| Гран-прі Іспанії з боротьби 2013                                        | Сенегал | 51 кг            | Бронза |
| Гран-прі «Іван Яригін» 2014                                             | Сенегал | 53 кг            | 5      |
| Турнір Дана Колова — Николи Петрова 2015                                | Сенегал | 53 кг            | Срібло |
| Klippan Lady Open 2016                                                  | Сенегал | 53 кг            | 16     |
| Олімпійський кваліфікаційний турнір з вільної боротьби 2016 (Алжир)     | Сенегал | 53 кг            | Золото |
| Відкритий чемпіонат Польщі з боротьби 2016                              | Сенегал | 53 кг            | 6      |
| Гран-прі Іспанії з боротьби 2016                                        | Сенегал | 53 кг            | 5      |